# Abutilon eremitopetalum
Abutilon eremitopetalum, con los nombres comunes en inglés de "hidden-petaled abutilon" o "hiddenpetal Indian mallow", es una especie de arbusto de la familia Malvaceae. Es originaria de los bosques secos y arbustivos de la isla de Lānaʻi en Hawái. Está clasificada en IUCN Red List como en peligro de extinción por la pérdida de hábitat.

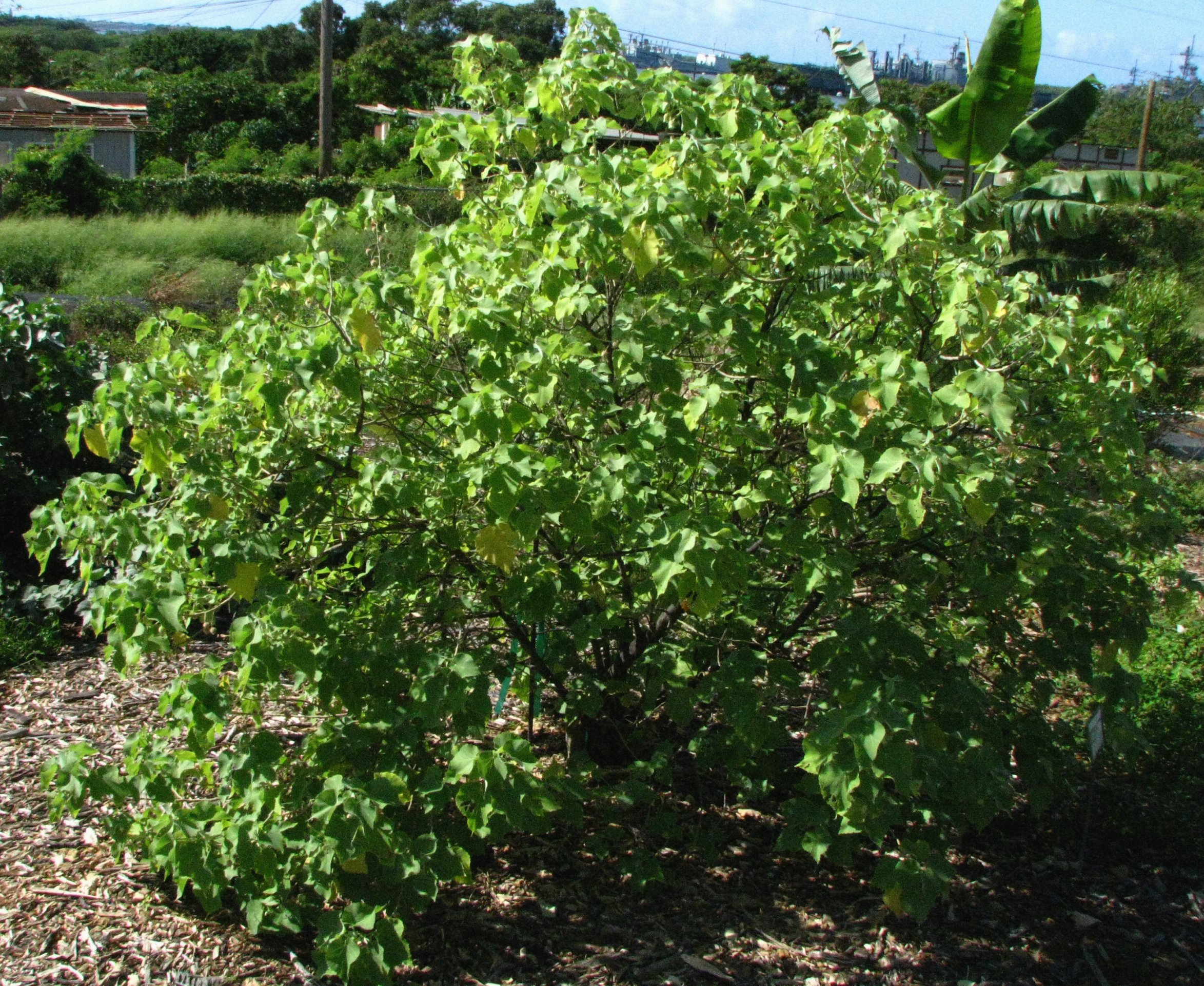
Vista de la planta

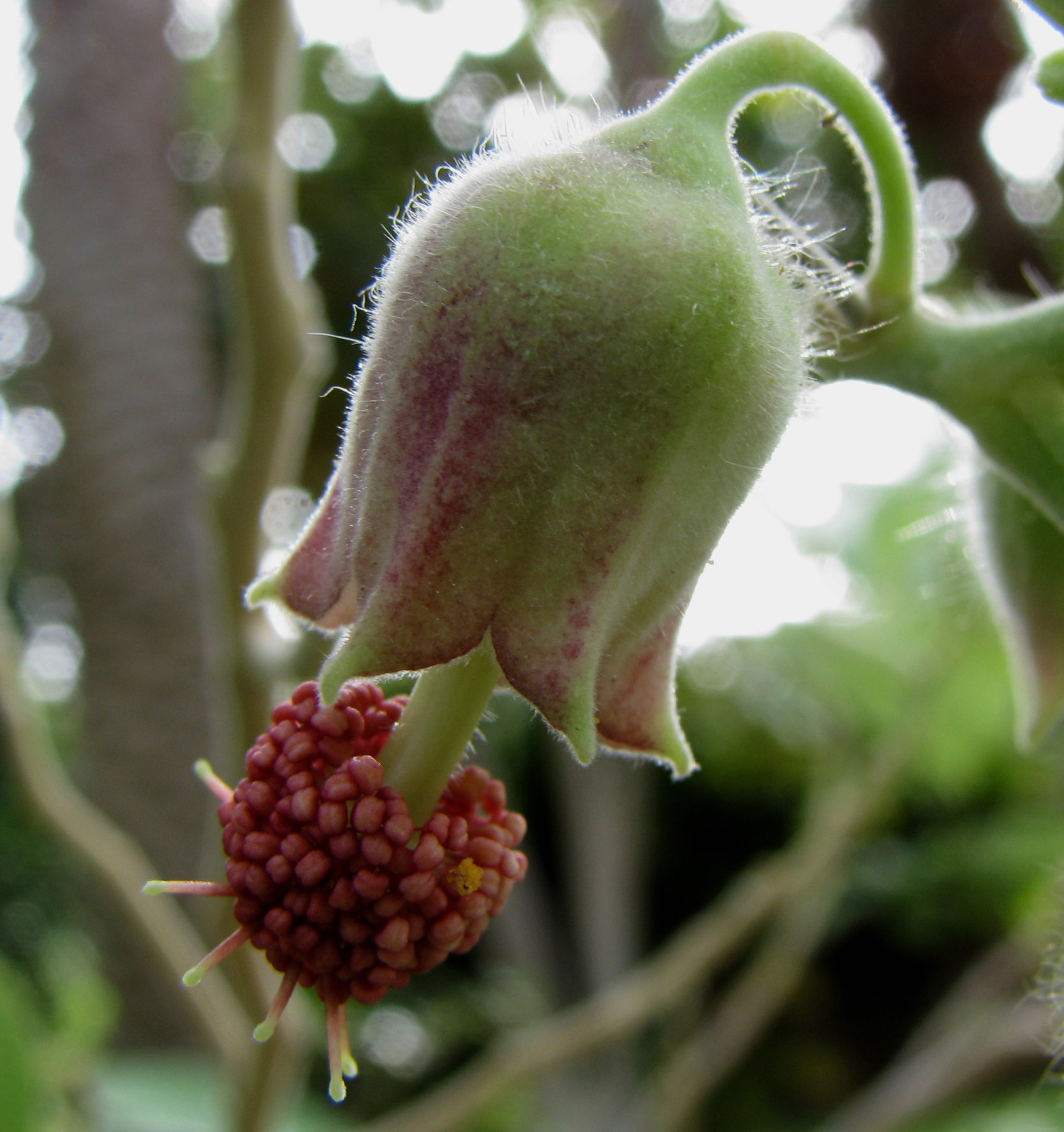
Detalle

## Descripción
Es un arbusto. Tiene largas hojas de 7 a 12 cm de longitud, en forma de corazón y cubiertas de pelos cortos y suaves. Los bordes de las hojas son dentados. La inflorescencia se produce en forma de una o dos flores que crecen colgando de las bases de los tallos de las hojas. Los pétalos son más cortos que los sépalos de color verde (en la base de hoja de la flor) y así se " oculta ".

## Distribución y hábitat
Abutilon eremitopetalum es una planta endémica en peligro de extinción en Hawái. Es extremadamente rara y sólo se da en los bosques secos de algunos valles en el este de Lanai.

## Taxonomía
Abutilon eremitopetalum fue descrita por Edward Leonard Caum y publicado en Occasional Papers of the Bernice Pauahi Bishop Museum pf Polynesian Ethology and Natural History 10(15): 7. 1934.
Etimología
Abutilon: nombre genérico que podría derivar del árabe abu tilun, nombre de la "malva índica".
eremitopetalum: epíteto
Sinonimia
- Abortopetalum eremitopetalum (Caum) O.Deg. Fl. Hawaiiensis, K7, 1936
- Abutilon cryptopetalum Caum nom. illegitim. Fl. Hawaiiensis, 221: s.p., 1933[4]